# Natalja Gorbaněvská
Natalja Jevgeňjevna Gorbaněvská, rusky Наталья Евгеньевна Горбаневская, Natalja Jevgeňjevna Gorbaněvskaja (26. května 1936 Moskva – 29. listopadu 2013 Paříž) byla ruská básnířka, disidentka a účastnice demonstrace na Rudém náměstí v srpnu 1968.

## Život a působení
Roku 1964 vystudovala překladatelství na Petrohradské státní univerzitě, pracovala jako knihovnice a překladatelka a vydávala významný samizdatový časopis Kronika běžných událostí (Хроника текущих событий). 25. srpna 1968 byla jednou z osmi protestujících na Rudém náměstí proti okupaci Československa. Byla zatčena a jako jediná krátce propuštěna, protože měla malé děti. Odeslala dopis do redakcí světových deníků, který 28. srpna zveřejnilo samizdatové periodikum Chronicle of current events.  V prosinci 1969 byla nuceně umístěna do psychiatrické léčebny s diagnózou schizofrenie. Tuto praxi tzv. „psychušek“ sama popsala v článku „Bezplatná lékařské péče“.
Roku 1973 jí Joan Baez věnovala píseň „Natalia“. Dne 17. prosince 1975 odjela do Paříže, kde žila až do své smrti v roce 2013. Pracovala v redakci ruských časopisů Kontinent a Russkaja mysl. Po roce 1989 několikrát navštívila Prahu, vystupovala v rozhlase a v televizi a dostala pamětní medaili Karla Kramáře. Roku 2005 získala polské státní občanství, roku 2008 obdržela Cenu Spirose Vergose na Pražském festivalu spisovatelů a čestný doktorát univerzity v polském Lublinu. 25. srpna 2013 se účastnila vzpomínkové akce na Rudém náměstí při příležitosti 45. výročí protestu. Akce byla rozehnána policií a 10 účastníků bylo zadrženo, samotná Gorbaněvská však nikoliv. Během návštěvy Prahy byla dne 22. října 2013 vyznamenána Zlatou medailí Univerzity Karlovy v Praze. Zemřela 29. listopadu téhož roku ve svém domově v Paříži.
Dne 28. října 2014 jí český prezident Miloš Zeman udělil in memoriam medaili Za zásluhy I. stupně, když ocenění zvažoval již o rok dříve ještě za jejího života. Na podzim 2014 po ní byla pojmenována jedna pražská soukromá jazyková škola.